# كارولين أوليت
كارولين أوليت (Caroline Ouellette) هي لاعبة أولمبية لرياضة هوكي الجليد من كندا. شاركت في الأولمبياد الشتوي في 2002–2010، وفازت بما مجموعه 3 ميداليات.

## الميداليات
| ذهب | فضة | برونز | المجموع |
| 3   | 0   | 0     | 3       |

## روابط خارجية
- كارولين أوليت على موقع EliteProspects.com (الإنجليزية)
- كارولين أوليت على موقع أوليمبيديا (الإنجليزية)
- كارولين أوليت على موقع اللجنة الأولمبية الكندية (الإنجليزية)